# Notre-Dame-de-Boisset
Notre-Dame-de-Boisset és un municipi francès situat al departament del Loira i a la regió d'Alvèrnia-Roine-Alps. L'any 2007 tenia 532 habitants.

## Demografia

### Població
El 2007 la població de fet de Notre-Dame-de-Boisset era de 532 persones. Hi havia 188 famílies de les quals 28 eren unipersonals (8 homes vivint sols i 20 dones vivint soles), 52 parelles sense fills, 84 parelles amb fills i 24 famílies monoparentals amb fills.
La població ha evolucionat segons el següent gràfic:
Habitants censats

### Habitatges
El 2007 hi havia 199 habitatges, 187 eren l'habitatge principal de la família, 11 eren segones residències i 1 estava desocupat. 196 eren cases i 2 eren apartaments. Dels 187 habitatges principals, 154 estaven ocupats pels seus propietaris, 31 estaven llogats i ocupats pels llogaters i 2 estaven cedits a títol gratuït; 2 tenien dues cambres, 18 en tenien tres, 42 en tenien quatre i 125 en tenien cinc o més. 152 habitatges disposaven pel capbaix d'una plaça de pàrquing. A 47 habitatges hi havia un automòbil i a 135 n'hi havia dos o més.

### Piràmide de població
La piràmide de població per edats i sexe el 2009 era:
| Homes | Edats   | Dones |
| ----- | ------- | ----- |
| 0     | 95 o +  | 0     |
| 0     | 90 a 94 | 0     |
| 0     | 85 a 89 | 0     |
| 4     | 80 a 84 | 4     |
| 0     | 75 a 79 | 4     |
| 0     | 70 a 74 | 4     |
| 16    | 65 a 69 | 12    |
| 8     | 60 a 64 | 20    |
| 4     | 55 a 59 | 0     |
| 8     | 50 a 54 | 4     |
| 12    | 45 a 49 | 4     |
| 36    | 40 a 44 | 32    |
| 32    | 35 a 39 | 32    |
| 20    | 30 a 34 | 24    |
| 20    | 25 a 29 | 20    |
| 4     | 20 a 24 | 4     |
| 28    | 15 a 19 | 24    |
| 20    | 10 a 14 | 32    |
| 28    | 5 a 9   | 20    |
| 16    | 0 a 4   | 4     |

## Economia
El 2007 la població en edat de treballar era de 341 persones, 267 eren actives i 74 eren inactives. De les 267 persones actives 249 estaven ocupades (134 homes i 115 dones) i 18 estaven aturades (6 homes i 12 dones). De les 74 persones inactives 27 estaven jubilades, 34 estaven estudiant i 13 estaven classificades com a «altres inactius».

### Ingressos
El 2009 a Notre-Dame-de-Boisset hi havia 195 unitats fiscals que integraven 550,5 persones, la mediana anual d'ingressos fiscals per persona era de 20.254 €.

### Activitats econòmiques
Dels 16 establiments que hi havia el 2007, 6 eren d'empreses de construcció, 4 d'empreses de comerç i reparació d'automòbils, 1 d'una empresa d'hostatgeria i restauració, 1 d'una empresa financera, 3 d'empreses immobiliàries i 1 d'una entitat de l'administració pública.
Dels 8 establiments de servei als particulars que hi havia el 2009, 1 era un taller de reparació d'automòbils i de material agrícola, 2 paletes, 1 guixaire pintor, 2 fusteries, 1 electricista i 1 restaurant.
L'únic establiment comercial que hi havia el 2009 era una botiga de mobles.
L'any 2000 a Notre-Dame-de-Boisset hi havia 11 explotacions agrícoles.

## Equipaments sanitaris i escolars
El 2009 hi havia una escola elemental.

## Poblacions més properes
El següent diagrama mostra les poblacions més properes.